# Theodor Gruschka
Theodor David Gruschka (* 27. Juni 1888 in Mährisch Kromau, Österreich-Ungarn; † 25. Juni 1967 in Jerusalem) war ein tschechisch-israelischer Arzt im Öffentlichen Gesundheitsdienst.

## Leben und Werk
Theodor Gruschka wurde am 27. Juni 1988 in Mährisch Kromau geboren. Sein Medizinstudium schloss er 1912 an der Deutschen Universität Prag mit der Promotion ab. Anschließend arbeitete er von 1914 bis 1921 als Assistent am dortigen Hygieneinstitut. Von 1921 bis 1937 war er Stadtphysikus von Aussig. Von 1937 bis 1939 leitete er die Abteilung für Sozialmedizin des Prager Gesundheitsministeriums.
Zusammen mit Arnold Holitscher und Ludwig Czech war Theodor Gruschka aktiv im Verein der deutschen sozialdemokratischen Ärzte in der Čechoslovakischen Republik und in der Internationalen Vereinigung sozialistischer Ärzte.
1939 emigrierte er nach Palästina, wo er bis 1944 Leiter des Hadassah Municipal Hospital in Tel Aviv war. Von 1944 bis 1948 leitete er den Immigration Health Service der Jewish Agency. 1948/49 war er Vorstand der Abteilung für Sozialmedizin des Israelischen Gesundheitsministeriums. Von 1949 bis zu seiner Emeritierung 1958 war Theodor Gruschka Professor für Sozialmedizin an der Hebräischen Universität Jerusalem.

## Zeitschriftenartikel
- Arbeiterwohlfahrt
  - Der tschechoslowakische Entwurf zur Reform des Abtreibungsparagraphen. 7. Jg. (1932), Heft 18, S. 562–563 (Digitalisat)
- Der sozialistische Arzt
  - Der Kampf gegen die Wohnungsnot vom sozialen und hygienischen Standpunkt. 3. Jg. (1927), Heft 1–2 (August), S. 8–16 (Digitalisat)
  - Sport als Gesundheitsdienst. 5. Jg. (1929), Heft 4 (Dezember), S. 162–169 (Digitalisat)
  - Zur Dresdener Hygiene-Ausstellung. 6. Jg. (1930), Heft 3 (Juli), S. 100–101 (Digitalisat)
  - Sozialhygiene in Erziehung und Schule. 7. Jg. (1931), Heft 5–6 (Mai–Juni), S. 148–151 (Digitalisat)
  - Zusammen mit Arnold Holitscher. Zur Gründung der sozialistischen Ärzteinternationale. 7. Jg. (1931), Heft 11 (November), S. 300–305 (Digitalisat)
  - Aufgaben der Gesundheitsfürsorge im Kampfe gegen die Kindertuberkulose. 8. Jg. (1932), Heft 2–3 (Februar–März), S. 33–41 (Digitalisat)
- Internationales ärztliches Bulletin
  - Der Aufbruch der Primitiven. Die Vivisektion des Proletariats. 1. Jg. (1934), Heft 3–4 (März–April), S. 43–50 (Digitalisat)
  - Deutsche Ärzte. 1. Jg. (1934), Heft 10–11 (Oktober–November), S. 161–163 (Digitalisat)
  - Die Entscheidung der geistigen Menschen in dieser Zeit. Zur Denkschrift der Deutschen Universität in Prag. Gegen die „Völkischen Studentenverbände“ der Universität Prag. 2. Jg. (1935), Heft 5–6 (Mai–Juni), S. 67–73 (Digitalisat)
  - Eine neue deutsche Heilkunde. 2. Jg. (1935), Heft 7 (September), S. 87–92 (Digitalisat)
  - Aktuelle Aufgaben des Gesundheitswesens. 3. Jg. (1936), Heft 7–8 (August–September), S. 97–102 (Digitalisat)